# Ogólnopolska Federacja Organizacji Pozarządowych
Ogólnopolska Federacja Organizacji Pozarządowych (ang.  National Federation of Polish NGOs) – jako związek stowarzyszeń powstała w 2003; pod koniec 2013 zrzeszała ponad 130 organizacji pozarządowych, w tym również federacje regionalne i branżowe oraz organizacje o strukturze oddziałowej. Organizacja według misji działa w imieniu swoich członków i dzięki ich zaangażowaniu na rzecz silnego trzeciego sektora.

## Władze
Zarząd wybrany w lipcu 2022 roku:
- Karolina Dreszer-Smalec (Fundacja na rzecz Collegium Polonicum) – prezeska
- Weronika Czyżewska-Waglowska (Stowarzyszenie Dialog Społeczny) – wiceprezeska
- Katarzyna Batko-Tołuć (Sieć Obywatelska Watchdog Polska) – wiceprezeska
- Łukasz Gorczyński (Fundacja trzeci.org) – członek
- Rafał Kowalski (Stowarzyszenie Klon/Jawor) – członek
- Mateusz Wojcieszak (Fundacja Pole Dialogu) – członek

W związku z rezygnacją w dniu 11.09.2022 r. z funkcji członkini Zarządu Iwony Janickiej, Zarząd Ogólnopolskiej Federacji Organizacji Pozarządowych na podstawie Statutu, dokooptował do swojego składu Mateusza Wojcieszaka z Fundacji Pole Dialogu. Wybór ten został potwierdzony poprzez Walne Zebranie Członków dn. 20.01.2023 roku.

Zarząd wybrany 14 czerwca 2019 roku:
- Łukasz Domagała (Sieć Wspierania Organizacji Pozarządowych SPLOT) – prezes
- Weronika Czyżewska-Waglowska (Stowarzyszenie Dialog Społeczny) – wiceprezeska
- Karolina Dreszer-Smalec (Fundacja na rzecz Collegium Polonicum) – wiceprezeska
- Iwona Janicka (Fundacja Aktywności Lokalnej)
- Draginja Nadażdin (Stowarzyszenie Amnesty International Polska)
- Justyna Sikorska (Związek Harcerstwa Polskiego)

Zarząd wybrany 29 września 2021 roku:
- Karolina Dreszer-Smalec – prezeska
- Weronika Czyżewska-Waglowska – wiceprezeska
- Andrzej Rybus-Tołłoczko – wiceprezes
- Iwona Janicka – członkini
- Katarzyna Batko-Tołuć – członkini
- Rafał Kowalski – członek

## Działania
Działalność organizacji dotyczy całego spektrum działań organizacji pozarządowych i dotyczy zarówno działań rzeczniczych (udział w procesie stanowienia prawa i tworzenia polityk publicznych), reprezentacji trzeciego sektora (w ciałach dialogu obywatelskiego) jak i działań na rzecz swoich członków, Organizacja należy do European Network of National Associations ENNA, World Alliance for Citizen Participation CIVICUS. Pismem OFOP-u jest Federalist/k/a.

## Członkowie
Członkami OFOP-u są organizacje z całej Polski m.in. Fundacja Panoptykon, Stowarzyszenie Sieć Obywatelska – Watchdog Polska, Związek Harcerstwa Polskiego, Związek Ochotniczych Straży Pożarnych Rzeczypospolitej Polskiej, Stowarzyszenie Amnesty International Polska, Federacja Stowarzyszeń Naukowo-Technicznych NOT, Fundacja Rozwoju Demokracji Lokalnej, Fundacja Nowoczesna Polska, Fundacja My Pacjenci, Fundacja Rozwoju Społeczeństwa Obywatelskiego, Fundacja Rozwoju Społeczeństwa Informacyjnego, Fundacja WWF Polska, Polska Fundacja im. Roberta Schumana, Polskie Towarzystwo Turystyczno-Krajoznawcze, Ogólnopolska Sieć Centrów Wolontariatu, Stowarzyszenie Forum Odpowiedzialnego Biznesu, Stowarzyszenie Klon/Jawor, Fundacja Cyber-Complex, Towarzystwo Pomocy Głuchoniewidomym, Związek Stowarzyszeń Polska Zielona Sieć.
Członkowie honorowi (Rada Programowa):
- Urszula Jaworska
- Marcin Dadel
- Piotr Frączak – Przewodniczący
- Jakub Wygnański
- Henryk Wujec
- Dariusz Supeł